# Pauline Whittier
Pour les articles homonymes, voir Whittier.
Pauline Whittier (Boston, 9 décembre 1876 - New York, 3 mars 1946) est une golfeuse américaine. 
En 1900, elle remporte une médaille d'argent aux Jeux olympiques de 1900.